# الویرا گودنو
الویرا گودَنو (رومانیایی: Elvira Godeanu؛ ۱۳ مه ۱۹۰۴ – ۳ سپتامبر ۱۹۹۱) بازیگر زن اهل رومانی بود.